# Franz Körte
Heinrich Friedrich Franz Körte, auch Koerte, (* 17. März 1782 in Aschersleben; † 30. Januar 1845 in Lüdersdorf bei Wriezen an der Oder) war ein deutscher Natur- und Agrarwissenschaftler. Dreißig Jahre lang wirkte er an der von Albrecht Daniel Thaer gegründeten Landwirtschaftlichen Akademie in Möglin. Sein offizielles botanisches Autorenkürzel lautet „Körte“.

## Leben und Wirken
Franz Körte war der Sohn eines protestantischen Predigers, sein Bruder Wilhelm Körte (1776–1846) war Literarhistoriker und Nachlassverwalter Johann Wilhelm Ludwig Gleims.
Körte war zunächst als Eleve und Beamter in landwirtschaftlichen Betrieben tätig. Von 1803 bis 1804 studierte er Naturwissenschaften, insbesondere Botanik und Chemie an der Universität Halle (Saale). Anschließend kehrte er für zwei Jahre in die landwirtschaftliche Praxis zurück. 1806 wandte er sich wieder naturwissenschaftlichen Studien zu. Er beschäftigte sich ausgiebig mit der Flora von Süddeutschland und habilitierte sich 1811 an der Universität Erlangen. Im selben Jahr ging er als Dozent an die Universität Würzburg. Von hier holte ihn Albrecht Daniel Thaer 1814 als Dozent für Naturwissenschaften an seine Landwirtschaftliche Akademie in Möglin. 1815 erhielt Körte den Titel „Königlich Preußischer Professor“. Im selben Jahr heiratete er Thaers Tochter Caroline, die Witwe von Georg Ernst Wilhelm Crome.
Körte war ein Mann mit ausgezeichneten pädagogischen und organisatorischen Fähigkeiten. 1818 übertrug ihm Thaer die Direktion des Mögliner Lehrinstituts, das 1819 von der preußischen Staatsverwaltung das Recht erhielt, sich „Königlich Preußische Akademie des Landbaus“ zu nennen. 1825 übernahm Körte die Redaktion der Zeitschrift „Möglinsche Annalen der Landwirthschaft“. 1830 übergab er die Direktion seinem Schwager Albrecht Philipp Thaer. Er selbst übernahm im selben Jahr die Bewirtschaftung des Gutes Lüdersdorf. Seine Lehrtätigkeit an der Mögliner Akademie setzte er jedoch fort.
Von 1836 bis 1842 gab Körte als Nachfolgeorgan der Möglinschen Annalen eine neue Zeitschrift heraus, für die er den Titel Möglin’sche Jahrbücher wählte. Von den in zwangloser Folge herausgegebenen Jahrbüchern erschienen insgesamt fünf Bände. Körte war Ehrenmitglied mehrerer landwirtschaftlicher Vereine. Der preußische König verlieh ihm den „Roten Adlerorden IV. Klasse“.